# Trichostomum saxicola
Trichostomum saxicola là một loài rêu trong họ Pottiaceae. Loài này được (F. Weber & D. Mohr) Hornsch. mô tả khoa học đầu tiên năm 1827.